# Пашинян, Роза Амаяковна
Роза Амаяковна Пашинян (7 января 1924, Кировакан — 16 июня 2017, Ереван) — армянский советский общественно-политический деятель, второй секретарь ЦК ВЛКСМ Армении (1949—1952), депутат Верховного Совета Армянской ССР второго созыва (1947—1952), историк, кандидат исторических наук, доцент.

## Биография
- 1924 год — родилась в многодетной семье служащих. Отец — участник Великой Отечественной войны, брат — Гурген Пашинян[1].
- 1941 г. — с отличием окончила среднюю школу № 3 г. Кировакана Арм. ССР.
- 1941—1944 гг. — заведующая отделом учета, затем, второй секретарь Кироваканского райкома ЛКСМ Армении.
- 1942—1946 гг. заочно училась на историческом факультете Ереванского педагогического института имени Хачатура Абовяна (в настоящее время — Армянский государственный педагогический университет),
- 1944—1949 гг. — первый секретарь Кироваканского райкома ЛКСМ Армении.
- 1949—1952 гг. — второй секретарь ЦК ЛКСМ Армении.
- 1952—1956 гг. — аспирант кафедры истории КПСС Ереванского педагогического института имени Х. Абовяна.
- 1961 г. защитила кандидатскую диссертацию на тему «Участие трудящихся женщин Армении в пролетарском революционном движении».
- 1956—1962 гг.— заведующая аспирантуры и учебной части Ереванского педагогического института.
- 1962—1966 гг. — исполняющий обязанности доцента кафедры истории КПСС Ереванского педагогического института.
- 1967—2009 гг. — доцент кафедры истории КПСС, в дальнейшем — кафедры политологии и политической истории Ереванского педагогического института имени Х. Абовяна.

## Научные работы
Вся её научно-исследовательская деятельность была посвящена одной теме — армянская женщина в разных поворотных периодах исторических событий. В начале, в центре её исследований были армянские революционерки, которым были посвящены как диссертация так и первая монография (Армянские революционерки, Айпетрат, Ер., 1963). Пользуясь богатыми архивными и музейными материалами в разных городах СССР, а также воспоминаниями старых революционеров, автор опубликовала множество статей в республиканских журналах и газетах, посвященных армянским революционеркам, в частности; Лусик Лисинян, Агавни Будумян, Вергине Мхитарян, Арпине Назарбекян, Парандзем Бабаян и многим другим женщинам, более трехсот революционеркам, разным героям, в том числе русской революционерке — Валентине Дружинине. Затем, ряд статей автора были посвящены участию армянских женщин в Великой Отечественной войне.
В дальнейшем, в новой исторической эпохе для Армении стало арцахское движение за независимость, национально-освободительная борьба западных армян в конце 19-го века, а также геноцид армян в 1915 году, в основном — роль и участие армянских женщин в этих исторических событиях. Из многочисленных статей (более трехсот) посвященных вышеуказанным событиям более 60-и, вошли в сборник «Посвящение» («Нвирум» на армянском языке): Кроме того, по этим темам она выступала с докладами на многочисленных республиканских научных конференциях и форумах.

## Общественная деятельность
- Председатель ученического комитета, секретарь комсомольской организации школы № 3 города Кировакана[5].
- Депутат райсовета, член пленума райкома, кандидат в члены бюро райкома города Кировакана.
- Делегат 11-го съезда ВЛКСМ[6].
- Депутат второго созыва Верховного Совета Армянской ССР (1947—1952)[7].
- Делегат 13-го и 14-го съездов ЛКСМ Армении.
- Секретарь первичной партийной организации Ереванского педагогического института имени Х. Абовяна.
- В годы Великой Отечественной войны она непосредственно руководила организацию помощи тыла фронту в Кировакане: создавались молодежные фронтовые бригады, в колхозах — звенья высокого урожая, юноши и девушки собирали в фонд обороны страны около два миллиона рублей, колхозники района отправляли тысячи посылок на фронт — защитникам Родины, для создания танковой колоны «Молодая гвардия», комсомольцы собирали пятьсот тысяч рублей, а для восстановления школ города Одессы — сто тысяч рублей. В этой связи на имя Роэы. Пашинян была получена правительственная телеграмма благодарности с подписью И.Сталина, адресованная комсомольцам, пионерам и школьникам Кироваканского района.

## Награды
- Орден «Знак Почёта».
- Медаль «За оборону Кавказа».
- Медаль «За доблестный труд в Великой Отечественной войне».

## Сочинения
- «Лусик Лиснян, сборник воспоминаний, письма, выписки из дневников» (на армянском языке), — составила, оформила и предисловие написала Роза Пашинян, — Айпетрат, Ереван, 1958, 102 страниц.
- «Героины великой борьбы», сборник (на армянском языке), — в соавторстве, — издательство «Айастан»,- Ереван,- 1985, 284 стр.
- «Армянские революционерки» (на армянском языке),- «Айпетрат»,- Ереван, 1963,- 195 стр.
- «Посвящение»,- сборник статей (на армянском языке),- издательство «Зангак-97» ,- 2003,- 372стр.